# ۵۲ بره
۵۲ بره یک ستاره است که در صورت فلکی بره قرار دارد.